# Igor Donskoï
Igor Fedorovitch Donskoï (en russe : Игорь Фёдорович Донской), né le 23 juillet 1931 en Union soviétique et mort le 12 août 2022 en Finlande,, est un acteur soviétique connu pour avoir interprété le rôle du Christ dans Andreï Roublev d'Andreï Tarkovski.

## Filmographie
- 1966 : Andreï Roublev d'Andreï Tarkovski : le Christ
- 1987 : Le Jardin des désirs (ru) (Сад желаний, Sad zhelaniy) d'Ali Khamraïev
- 1989 : Stuk v dver de Kliment Chimidov